# Język gyyz
Język gyyz (także: geez, ge’ez czyt. giz) – język z grupy etiopskich (etiosemickich), używany w królestwie Aksum w mowie i piśmie od IV wieku. Między XI a XIX wiekiem był to język literacki, obecnie jest jedynie językiem liturgicznym Ortodoksyjnego Kościoła Etiopskiego.
Tradycja etiopska wskazuje na jego pochodzenie od przybyłego z terenów królestwa Saby, posiadającego hegemonię w królestwie Aksum ludu Agazjan.
Ze współcześnie używanych języków największe podobieństwo do gyyz wykazuje język tigrinia, używany na terenach z grubsza pokrywających się z obszarem dawnego królestwa Aksum.
Wyróżnia się trzy okresy rozwoju języka gyyz w literaturze:
- język inskrypcji aksumskich (do ok. IV w. n.e.)
- język przekładów z greki (w tym Biblii) sprzed roku 1000
- język z okresu po roku 1000 – głównie w kronikach cesarskich

## Fonetyka

### Spółgłoski
|                     |                     | wargowe | zębowe | boczne | twardo- podniebienne | miękko- podniebienne | labio- welarne | języczkowe | gardłowe | krtaniowe |
| ------------------- | ------------------- | ------- | ------ | ------ | -------------------- | -------------------- | -------------- | ---------- | -------- | --------- |
| zwarte              | bezdźwięczne        | p       | t      |        |                      | k                    | kʷ             |            |          | ʾ [ʔ]     |
| zwarte              | dźwięczne           | b       | d      |        |                      | g [ɡ]                | gʷ [ɡʷ]        |            |          |           |
| zwarte              | emfatyczne          | ṗ [pʼ]  | ṭ [tʼ] |        |                      | q [q, kʼ]            | qʷ [qʷ, kʷʼ]   |            |          |           |
| szczelinowe         | bezdźwięczne        | f       | s      | ś [ɬ]  |                      |                      | ḫʷ [χʷ]        | ḫ [χ]      | ḥ [ħ]    | h         |
| szczelinowe         | dźwięczne           |         | z      |        |                      |                      |                |            | ʿ [ʕ]    |           |
| szczelinowe         | emfatyczne          |         | ṣ [ʦʼ] | ḍ [ɬʼ] |                      |                      |                |            |          |           |
| nosowe              | nosowe              | m       | n      |        |                      |                      |                |            |          |           |
| półotwarte i płynne | półotwarte i płynne | w       |        | l      | y [j]                |                      |                |            |          |           |
| drżące              | drżące              |         | r      |        |                      |                      |                |            |          |           |

System spółgłoskowy gyyzu, podobnie jak innych języków etiopskich, wyróżnia się na tle języków semickich rozwojem spółgłosek labiowelarnych i glottalizowanych (emfatycznych). Charakterystyczny jest również brak [ġ] i [š].

### Samogłoski
Występuje 7 fonemów samogłoskowych: /a/, /u/, /i/, /ā/, /e/, /ə/, /o/. Nie ma dyftongów. Różnica między /a/ i /ā/ jest iloczasowa.

### Akcent
Rekonstrukcje systemu akcentowego gyyz są jedynie teoretyczne. Przyjmuje się, że czasowniki akcentowane były na przedostatniej, zaś rzeczowniki na ostatniej sylabie.

## Gramatyka

### Rzeczowniki
Większość rzeczowników tworzona jest od trójspółgłoskowego rdzenia przez zastosowanie określonego wzorca samogłoskowego i ewentualnie dołączenie afiksu. Np. wzorzec -a-ā-i służy do tworzenia nazw wykonawców czynności: nagādi „pielgrzym”, sakāri „pijak”.
Występują dwie liczby – pojedyncza i mnoga. Liczba mnoga jest tworzona przez sufiks (np. kāhən „kapłan” > kāhənāt „kapłani”) lub zmianę wokalizacji rdzenia (tzw. liczba mnoga łamana, łac. pluralis fractus np. dəngəl „dziewica” > danāgəl „dziewice”).
Istnieją dwa przypadki określane jako mianownik i biernik. Biernik tworzy się przez dodanie do mianownika końcówki -a.
Nie ma w gyyz kategorii określoności/nieokreśloności ani jej wykładników takich jak np. arabska nunacja.

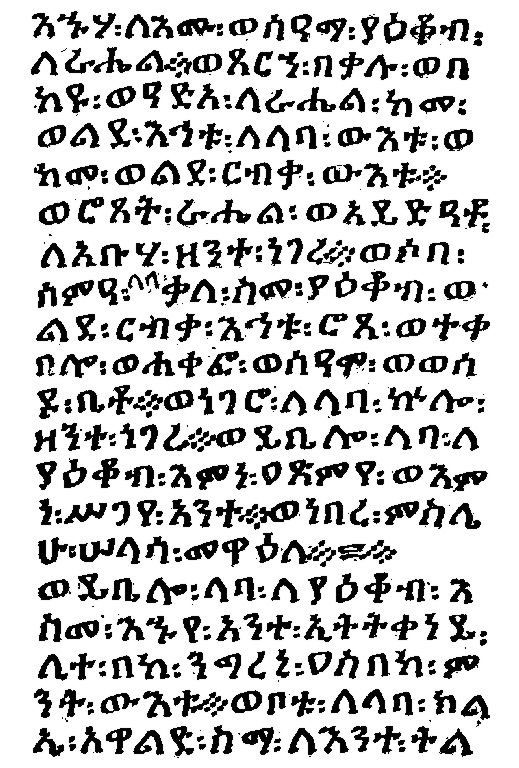
Fragment Księgi Rodzaju w języku gyyz

### Czasowniki
Czasowniki gyyz odmieniają się przez liczby i osoby w trzech koniugacjach: dwóch prefiksalnych i jednej sufiksalnej np. nagarku „powiedziałem”, 'anaggər „będę mówił”, 'angər „obym mówił”.
Nie ma w gyyz czasów w indoeuropejskim rozumieniu. Czasowniki wyrażają raczej aspekt dokonany bądź niedokonany czy też jednoczesność lub wielokrotność czynności, a nie umiejscowienie na osi czasu.
Podobnie jak w innych językach semickich czasowniki można modyfikować przez dodanie prefiksu np.
od gabra „czynić” mamy: tagabra „być uczynionym”, agbara „kazać zrobić”, astagabra „przykładać się do zrobienia”.

### Składnia
Zdania z orzeczeniem imiennym tworzone są przy użyciu kopuły wə'ətu o znaczeniu „on, ten”. Zdania proste z orzeczeniem czasownikowym mają szyk VSO.